# Jakub Pešek
Jakub Pešek (* 24. června 1993 Chrudim) je český profesionální fotbalista a reprezentant pocházející z Hlinska, který od roku 2025 hraje za polský tým Wieczysta Kraków.

## Kariéra

### Sparta Praha
S fotbalem začínal v klubu FC Hlinsko, kde strávil deset sezón, až do svých čtrnácti let, kdy si ho vyhlédli v AFK Chrudim, kam také zamířil. Neuběhly ani dva roky a Pešek si vysloužil angažmá ve Spartě Praha. Podzim 2014 se mu v juniorské lize vydařil natolik, že dostal pozvánku do A-týmu letenského klubu. Pod trenérem Vítězslavem Lavičkou si pak odbyl debut v první české fotbalové lize, když nastoupil na začátku listopadu ke konci zápasu proti Slovácku, kde Sparta vyhrála 2:0. Za „A“ tým sparťanských nastoupil ještě v přátelských zápasech a dvakrát také v českém národním poháru. Do základní sestavy se však neprosadil.
Na začátku roku 2015 se pak poprvé objevil v Českých Budějovicích, kam přicházel na hostování, aby nasbíral potřebné minuty v mužském fotbale. V tehdejší Synot lize nastoupil za tým z jihu Čech ke dvanácti zápasům a dobré výkony mu přinesly prodloužení hostování i na další sezóny, kdy hrál s Dynamem druhou nejvyšší fotbalovou soutěž v Česku a ve 25 zápasech dal tři góly. Natrvalo se Pešek Českým Budějovicím upsal v létě 2017, kdy mu ve Spartě skončila smlouva. V sezóně 2017/18 byl zvolen fanoušky klubu nejlepším hráčem ročníku, když nastoupil do 29 zápasů, vstřelil šest branek a na dalších devět přihrál. Jelikož se mu s jihočeským klubem nepodařilo postoupit, začaly se o něj v létě 2018 zajímat kluby z první ligy.

### Slovan Liberec
V červenci 2018 byl oznámen jeho přestup do Slovanu Liberec.

### AC Sparta Praha
V červnu 2021 podepsal tříletou smlouvu se Spartou, kde již dříve působil.

### Wieczysta Kraków
V lednu 2025 přestoupil do týmu Wieczysta Kraków hrajícího třetí nejvyšší polskou soutěž.

## Malá kopaná
Jakub se zúčastnil v roce 2013 Mezinárodního turnaje v malé kopané adidas Team Five Challenge, který se svými bývalými spoluhráči celý vyhráli. Utkali se i proti týmu Zinedina Zidana, který také porazili. Přitom byli nejmladší na celém turnaji, ale všechny nechali za sebou.
Mezinárodní soutěž Team Five Challenge odstartovala v květnu vnitrostátními turnaji v každé zemi. Kromě Česka a Slovenska také ve Francii, Anglii, Německu, Španělsku, Maďarsku, Polsku, Řecku a Mexiku. Nejlepší týmy se kvalifikovaly do finálového turnaje ve Francii, kde si o víkendu 15. - 16. 6. 2013 zahrály mezinárodní finále s nejlepšími z ostatních zemí.
Celý turnaj se hrál podle pravidel malé kopané, která umožňuje rychlou, soutěživou hru bez zbytečného zdržování.

## Reprezentační kariéra
Dne 6. září 2020 dostal svoji první pozvánku do českého národního týmu na zápas Ligy národů proti Skotsku. K tomu mu napomohla i nucená karanténa prvního týmu, který odehrál zápas se Slovenskem. Při svém debutu v reprezentaci se střelecky prosadil již po 12. minutách na hřišti, když otevřel skóre zápasu na Andrově stadionu. Zápas však dokázali Skotové otočit a zvítězit 2:1.
V květnu 2021 bylo oznámeno, že je součástí nominace na nadcházející EURO, přestože odehrál za národní tým jen jeden zápas. Na své pozici tak nahradil zraněného Jana Kopice. Kvůli možné nominaci již dřív přesunul termín své svatby.

### Reprezentační statistiky
Ke konci roku 2024
| Česko  | Česko  | Česko |
| Rok    | Zápasy | Góly  |
| ------ | ------ | ----- |
| 2020   | 1      | 1     |
| 2021   | 8      | 3     |
| 2022   | 5      | 1     |
| Celkem | 14     | 5     |

| Gól | Datum              | Místo                          | Soupeř    | Skóre | Výsledek | Soutěž                                                              |
| --- | ------------------ | ------------------------------ | --------- | ----- | -------- | ------------------------------------------------------------------- |
| 1.  | 7. září 2020       | Andrův stadion, Olomouc, Česko | Skotsko   | 1:0   | 1:2      | Liga národů UEFA 2020/21                                            |
| 2.  | 8. října 2021      | Sinobo Stadium, Praha, Česko   | Wales     | 1:1   | 2:2      | Kvalifikace na Mistrovství světa ve fotbale 2022 (UEFA) – skupina E |
| 3.  | 11. listopadu 2021 | Andrův stadion, Olomouc, Česko | Kuvajt    | 2:0   | 7:0      | přátelské utkání                                                    |
| 4.  | 11. listopadu 2021 | Andrův stadion, Olomouc, Česko | Kuvajt    | 3:0   | 7:0      | přátelské utkání                                                    |
| 5.  | 5. června 2022     | Sinobo Stadium, Praha, Česko   | Španělsko | 1:0   | 2:2      | Liga národů UEFA 2022/2023 – Liga A                                 |